# Істра (Красногорський район)
І́стра (рос. Истра) — селище у Красногорському районі Московської області Російської Федерації.

## Розташування
Селище Істра входить до складу сільського поселення Ільїнське. Воно розташовано на березі річки Істра. Найближчі населені пункти Мечниково, Тимошкино, Дмитровське.

## Населення
Станом на 2006 рік у селищі проживало 1248 осіб.